# Hounddog
Hounddog es una película de 2007 dirigida y escrita por Deborah Kampmeier y protagonizada por Dakota Fanning, acompañada en el reparto por  Piper Laurie, David Morse y Robin Wright Penn. Pertenece al género dramático y obtuvo una nominación en el Sundance Film Festival.
las estrellas de cine  Dakota Fanning como Lewellen, "una atribulada niña de 12 años de edad que encuentra consuelo en una abusiva vida a través de la música de Elvis Presley ". Sin embargo la actuación de Fanning fue aclamada y elogiada por uno de los máximos críticos del Cine Roger Ebert.
La película fue criticada, incluso antes de su estreno en el Festival de Sundance, debido en parte a una escena polémica en la que se violó el personaje de Fanning. También fue un fracaso de taquilla, recaudando sólo $131.961 dólares, frente a un estimado de 3.750.000 dólares del presupuesto de producción.

## Argumento
Ambientada en 1956, Lewellen de 12 años, nativa de Alabama, vive en la pobreza con su abuela estricta y religiosa.
El padre de Lewellen, Lou, no puede darle estabilidad debido a sus problemas de alcoholismo, sin embargo, se esfuerza por hacer feliz a Lewellen, regalándole un vinil de Elvis Presley. Incluso trata de que Lewellen tenga una figura materna, una mujer misteriosa llamada Ellen con la que Lou mantiene una relación.
Una noche Ellen promete a Lewellen rescatarla de la vida rural del sur; más adelante se descubre que Ellen es la tía materna de Lewellen.
Lewellen encuentra consuelo jugando con su mejor amigo Buddy, pasando su último verano preadolescente con pasatiempos rurales típicos al aire libre, como nadar en el estanque y explorar el bosque. Lewellen y Buddy hacen una nueva amiga, Grasshopper, que pasa el verano con sus abuelos. Lewellen comienza a idolatrar a Elvis, más aún después de enterarse de que él vendrá a Alabama para un concierto. Lewellen descubre que cantar la música de Elvis es una forma de canalizar su trauma hacia algo constructivo y creativo. Charles actúa como mentor, impartiendo sabiduría de su religión de cuidador de serpientes para explicarle esto a Lewellen, en otras palabras, cómo crear algo positivo a partir de algo venenoso y mortal.
Ellen se va después de que Lou la agrede, fingiendo que no sabe quién es Lewellen después de que su coche sea remolcado. Lou es alcanzado por un rayo mientras corta el césped, dejándolo mentalmente discapacitado, pero la idea de que Elvis venga a la ciudad le da a Lewellen la determinación de seguir adelante a pesar de sus circunstancias. Buddy le dice a Lewellen que el lechero local, el chico de Wooden, tiene un boleto de Elvis y está dispuesto a dárselo si hace su baile de Elvis para él. Justo cuando Lewellen comienza a cantar y bailar, el chico de Wooden le dice que se quite la ropa. Lewellen cuestiona hacer tal acto, pero acepta hacerlo después de que Buddy le diga que es parte del trato. Una vez que Lewellen termina, Wooden's Boy abre la cremallera de sus pantalones y la viola mientras un amigo horrorizado mira hacia otro lado.
El asalto causa un grave trauma emocional para Lewellen que se manifiesta como una enfermedad. Durante el servicio de la iglesia, Buddy y Grasshopper se ríen de Lewellen, lo que hace que se vaya. Posteriormente, Buddy rompe su promesa a Lewellen llevando a Grasshopper a ver a Elvis en su lugar. Charles y la abuela están angustiados por el repentino deterioro de la salud de Lewellen, y en ataques de enfermedad febril, ella alucina al ser atacada por serpientes venenosas. Ellen regresa a la ciudad para llevar a Lewellen con ella, pero la abuela amenaza con matarla si vuelve. Más tarde ese día, Charles descubre que Ellen ha sido mordida por una serpiente de cascabel y la cuida para recuperar la salud.
Charles escucha al chico de Wooden presumiendo ante Buddy de lo que le hizo a Lewellen. Enfurecido, Charles decide ayudar a Lewellen a recuperar su voz animándola a cantar "Hound Dog". Una Lewellen emocional lucha por cantar, pero se las arregla para salir adelante y hace llorar a Charles y a sus compañeros de banda. A la mañana siguiente, Lewellen encuentra un cachorro abandonado en la carretera, a quien le muestra a Ellen. Lewellen se despide de su padre y su abuela y se va con Ellen para una nueva vida.
Su título, Hounddog, pertenece a una de las canciones más famosas de Elvis Presley, que aparece en el tráiler de la misma.

## Polémica
La película recibió varias críticas, incluso antes de su estreno en el Festival de Sundance, por una escena en la que el personaje interpretado por Fanning es violada por un adolescente.